# 奈良場恒美
奈良場 恒美（ならば つねみ）は桐朋学園大学教授及び国立音楽大学講師。

## 略歴
- 高校・大学ともに桐朋学園の出身。林秀光、田辺緑、大島正泰に師事[1]。卒業した後にジュネーブ音楽院演奏家課程に入学。
  - 1980年-マリア・カナルス国際コンクールにてディプロマ賞を受賞。
  - 1981年-同音楽院を卒業する。卒業後もスイス・イタリア・フランスにてリサイタル及び室内楽奏者として活躍する。
  - 1982年-ヴィオッティ国際音楽コンクールにてディプロマ賞を受賞する。更に第7回チャイコフスキー国際コンクールでは最優秀伴奏者賞受賞。その後帰国する。
  - 1984年 - 東京文化会館にてデビュー・リサイタル。

- その後は全国主要都市でリサイタル活動を精力的に行う。 また国内・国外を問わず数多くの音楽家と共演したり、テレビ・ラジオなどの録音分野においても高い評価を得ている。

- 現在、桐朋学園理事。桐朋学園大学音楽学部附属子供のための音楽教室講師。